# Ángel Fernández (football)
Ángel Fernández, né le 2 août 1971, est un footballeur équatorien.

## Biographie
En juin 2002, le sélectionneur Hernán Darío Gómez annonce qu'Ángel Fernández est retenu dans la liste des 23 joueurs pour jouer la Coupe du monde 2002 au Japon.